# Vallnord

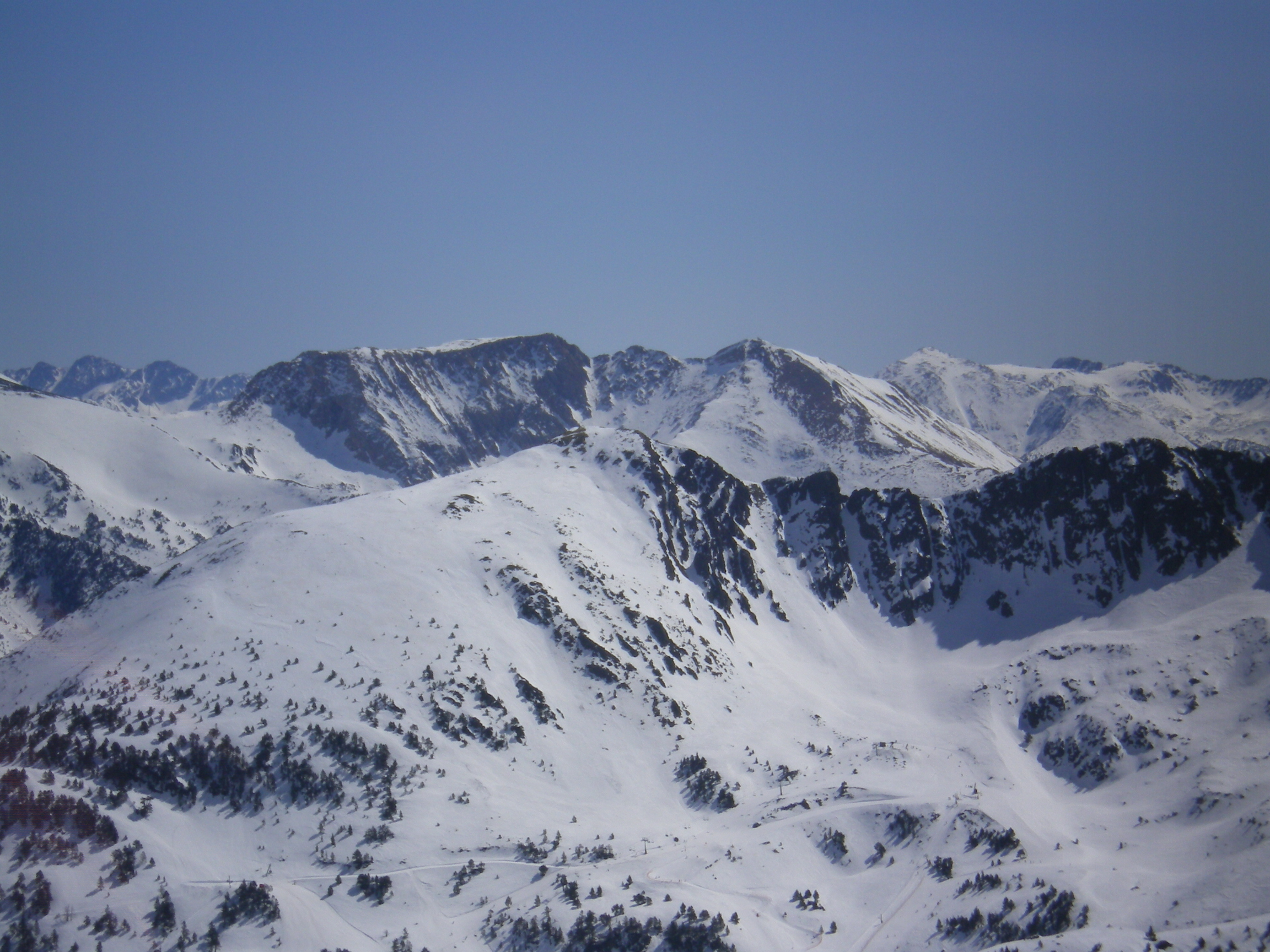
Entorno de la estación de esquí Vallnord

Vallnord fue una estación de esquí alpino del Principado de Andorra. Concretamente se encontraba en las parroquias de la Massana y Ordino. El actual dominio esquiable es el resultado de la fusión comercial de las antiguas estaciones de esquí de Pal Arinsal y Ordino-Arcalís. La unión se produjo la temporada 2004-2005. En junio de 2020, Vallnord anunció que mantendrá la continuidad de la marca hasta el año 2022 y ofrecerá únicamente en conjunto el forfait "Valls del Nord" durante este tiempo. Las estaciones de esquí  Pal Arinsal y Ordino Arcalís, actúan independientemente. Desde 2019, Ordino Arcalís forma parte de Grandvalira Resorts. Pal Arinsal forma parte de Grandvalira Resorts desde el 2023. 
Vallnord disponía de 1.149 hectáreas con capacidad para 48.210 personas/hora, en un total de 89 km repartidos en 66 pistas: 7 pistas negras, 27 rojas, 22 azules, 10 verdes y 6 pistas de eslalon.
Los sectores de Pal Arinsal no tienen conexión directa con el sector de Ordino por circuito de esquí ni por telecabina o teleférico, mientras que los dos primeros están unidos vía teleférico.
Desde la temporada 2015-2016 ambas estaciones recuperaron su denominación y autogestión, convirtiéndose Vallnord en una mera unión comercial.

## Pal Arinsal
Pal Arinsal está formado por dos sectores: el sector de Pal y el de Arinsal. La estación está ubicada en la parroquia de la Massana y dispone de dos accesos. Una telecabina ubicada en el pueblo de la Massana lleva al sector Pal y la telecabina ubicada en el pueblo de Arinsal lleva al sector Arinsal. 
Tienen un total de 63 km de pistas entre las cotas de 1550 m y los 2560 m. En total disponen de 7 pistas verdes, 18 azules, 17 rojas, 5 negras y 5 de slalom. 
Esta estación es la única del país con apertura 10 meses al año. En invierno, la estación es una estación de esquí pero en verano, a partir de mayo, Pal Arinsal convierte sus pistas de esquí en circuitos de Bike Park, convirtiéndose en Bike Park. Actualmente está considerado el cuarto mejor bike park del mundo.

## Ordino-Arcalís
Actualmente la antigua estación de Ordino-Arcalis dentro del dominio es llamada sector Arcalís, la cual tiene un total de 26 km de pistas entre los 1.940 m y los 2.625 m. La orientación nornoreste de la estación permite que sea la estación con la temporada de esquí más larga. Tiene 6 pistas verdes, 6 azules, 11 rojas y 2 negras.